# Izrail Fisanowicz
Izrail Iljicz Fisanowicz (ros. Израиль Ильич Фисанович, ur. 23 listopada 1914 w Jelizawietgradzie (obecnie Kropywnycki), zm. 27 lipca 1944 na Morzu Norweskim) – radziecki oficer marynarki wojennej, kapitan 2 rangi, Bohater Związku Radzieckiego (1942).

## Życiorys

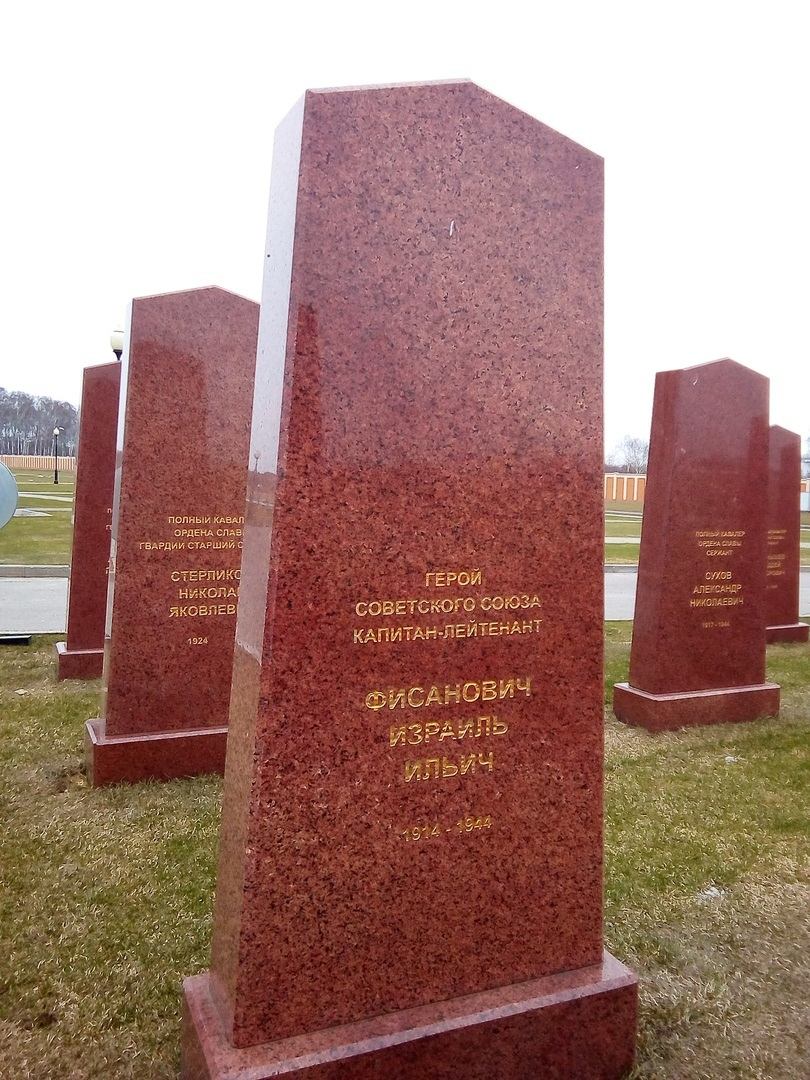
Cenotaf na Federal War Memorial Cemetery

Był narodowości żydowskiej. Od 1922 mieszkał w Charkowie, gdzie skończył 7 klas szkoły średniej i szkołę uniwersytetu fabryczno-zawodowego, pracował w fabryce w Charkowie. Od 1932 służył w marynarce, w 1936 ukończył wojskową szkołę morską im. Frunzego, służył na pokładzie łodzi podwodnych Floty Bałtyckiej, od marca 1938 jako nawigator dywizjonu okrętów podwodnych. Od 1938 był oficerem Floty Północnej, w 1939 został członkiem WKP(b), 1939-1940 brał udział w wojnie z Finlandią, 7 lipca 1941 został dowódcą okrętu podwodnego. Od 18 sierpnia 1941 działał w Morzu Barentsa, do połowy grudnia 1941 wykonał 8 podwodnych misji bojowych, wykonując ataki torpedowe na trzy transporty wroga. Do lipca 1943 wykonał 18 podwodnych misji bojowych i wykonał 13 ataków torpedowych (używając 20 torped) i zatapiając, według oficjalnych danych, 8 transportów i okrętów wroga (potwierdzone informacje mówią o zatopieniu jednego niemieckiego okrętu 1 lutego 1943). W lipcu 1943 został dowódcą 6 dywizjonu okrętów podwodnych; na tym stanowisku wykonał jeszcze jedną misję, 11 września 1943. Od grudnia 1943 pozostawał w dyspozycji Wojskowej Rady Floty Północnej, w marcu 1944 objął dowództwo okrętu podwodnego Ł-20 Floty Północnej. W kwietniu 1944 udał się do Anglii w celu dostarczenia okrętu podwodnego W-1, z którą 25 lipca wyruszył z portu w Lerwick do ZSRR przez Morze Norweskie, jednak nie dotarł do Zatoki Kolskiej. Okręt został omyłkowo zaatakowany jako niemiecki przez angielski samolot Liberator i zatopiony bombami głębinowymi; załoga zginęła. Imieniem Fisanowicza nazwano ulicę w mieście Polarnyj i w Charkowie.
W 2016 roku cenotaf został zainstalowany na Federal War Memorial Cemetery.

## Awanse
- porucznik (9 czerwca 1936)
- starszy porucznik (13 lipca 1938)
- kapitan porucznik (lipiec 1941)
- kapitan 3 rangi (27 maja 1942)
- kapitan 2 rangi (7 kwietnia 1943)

## Odznaczenia
- Złota Gwiazda Bohatera Związku Radzieckiego (3 kwietnia 1942)[2]
- Order Lenina (3 kwietnia 1942)
- Order Czerwonego Sztandaru (dwukrotnie, 3 listopada 1941 i 2 czerwca 1942)
- Order Wojny Ojczyźnianej I klasy (29 stycznia 1943)
- Krzyż Marynarki Wojennej (USA, lipiec 1943)